# Aue (Szászország)
Aue település Németországban, azon belül Szászország tartományban. Lakosainak száma 16 012 fő (2017. december 31.).

## Népesség
A település népességének változása:

| 2015 | 16 349 |
| 2017 | 16 012 |